# کروفت
کروفت (به آلمانی: Kruft) یک شهر در آلمان است که در ماین-کبلنتس واقع شده‌است. کروفت ۳٬۹۱۷ نفر جمعیت دارد.